# Andrew Harvey (homme politique)
Andrew Harvey est un homme politique canadien.
Il est député à l'Assemblée législative du Nouveau-Brunswick, où il représente la circonscription de Carleton-Victoria, de l'élection provinciale de 2014 à 2020. En 2017 et 2018, il est successivement ministre de l'Agriculture, des Mines et des Affaires rurales, puis ministre de l'Environnement et des Gouvernements locaux dans le cabinet libéral de Brian Gallant.